# Synodus sechurae
Synodus sechurae е вид лъчеперка от семейство Synodontidae. Видът не е застрашен от изчезване.

## Разпространение и местообитание
Разпространен е в Гватемала, Еквадор, Колумбия, Коста Рика, Мексико, Никарагуа, Панама, Перу, Салвадор и Хондурас.
Среща се на дълбочина от 2 до 38 m.

## Описание
На дължина достигат до 47,6 cm, а теглото им е максимум 516 g.